# سپتامبر ۲۰۱۲
سپتامبر ۲۰۱۲، یکی از ماه‌های ۲۰۱۲ (میلادی) است.
آغاز آن، روز شنبه برابر با ۱۱ شهریور ۱۳۹۱ خورشیدی.

مطابق با ۱۴ شوال ۱۴۳۳ قمری می‌باشد.

## ۱ سپتامبر۲۰۱۲
تساخیاگین البگ دورج با حضور در استان زنجان از گنبد سلطانیه بازدید می‌کند. مقبره اولجایتو محمد معروف به گنبد سلطانیه که یکی از شاهکارهای هنر معماری ایران و دنیای اسلام به شمار می‌آید. رئیس جمهور مغولستان با اشاره به حمله خونین مغول‌ها به ایران در قرن‌ها پیش خاطر نشان کرد: باید آن دوران را فراموش کرد و به فکر افزایش روابط فرهنگی بین دو کشور بود. میراث آریا تابناک

## ۹ سپتامبر۲۰۱۲
- پایان چهاردهمین دوره بازی‌های پارالمپیک تابستانی در لندن و نتایج نهایی کاروان ایران

مراسم اختتامیه چهاردهمین دوره بازیهای پارالمپیک یکشنبه شب نوزدهم شهریور در غیاب مسئولان و ورزشکاران کاروان ایران برگزار شد.
کاوران ورزش ایران در چهاردهمین دوره بازی‎های پارالمپیک موفق به کسب ۱۰ مدال طلا، ۷ مدال نقره و۷ مدال برنز شد و با مجموع ۲۴ مدال در رده یازدهم جدول توزیع مدال‎ها قرار گرفت.
مدالهای بدست آمده کاروان ورزشی ایران:

مدال‌های طلا:
زهرا نعمتی (تیراندازی با کمان، ماده ریکرو) ـ جلیل باقری جدی (پرتاب وزنه) ـ پیمان نصیری (دوی ۱۵۰۰ متر) ـ محمد خالوندی (پرتاب نیزه کلاس F۵۷/۵۸) ـ محسن کائیدی (پرتاب نیزه کلاس F۳۳/۳۴) ـ جواد حردانی (پرتاب دیسک) ـ نادر مرادی (وزنه‌برداری ـ دسته ۶۰- کیلوگرم) ـ علی حسینی (وزنه‌برداری ـ دسته ۷۵- کیلوگرم) ـ مجید فرزین (وزنه‌برداری ـ دسته ۸۲. ۵- کیلوگرم) ـ سیامند رحمان (وزنه‌برداری دسته ۱۰۰+ کیلوگرم).
مدال‌های نقره:
محسن کائیدی (پرتاب وزنه) ـ مهرداد کرم‌زاده (پرتاب دیسک) ـ سجاد نیک‌پرست (پرتاب نیزه کلاس F۱۲/۱۳) ـ کامران شکری سالاری (پرتاب نیزه کلاس F۴۲) ـ عبدالرضا جوکار (پرتاب نیزه کلاس F۵۲/۵۳) ـ روح‌الله رستمی (وزنه‌برداری دسته ۶۷. ۵- کیلوگرم) ـ تیم ملی والیبال نشسته.
مدال‌های برنز:

## ۱۱ سپتامبر۲۰۱۲
- شکست تیم ملی فوتبال ایران مقابل تیم ملی فوتبال لبنان

## ۱۳ سپتامبر۲۰۱۲
- قطع روابط کانادا و ایران به خواست کانادا

## ۱۴ سپتامبر۲۰۱۲
- انتشار فیلم موهن به پیامبر اسلام و خشم مسلمانان

پخش فیلم موهن به پیامبر اسلام خشم و اعتراض شدید مسلمانان را درپی داشت. بعضی نهادهای بین المللی و مسئولان کشورهای جهان از جمله وزیر امورخارجه آمریکا، سخنگوی واتیکان، دبیرکل سازمان ملل و بعضی سران کشورهای اسلامی ضمن محکوم کردن این فیلم، خشونت علیه هیات‌های دیپلماتیک [آمریکایی] را محکوم کردند.

## ۲۴ سپتامبر۲۰۱۲
- فیلترشدن جویشگر گوگل و سرویس جیمیل در ایران

مقامات رسمی ایران از فیلترشدن جویشگر گوگل و سرویس جیمیل در ایران در اعتراض به فیلم بی‌گناهی مسلمانان خبر دادند. در پی این خبر شب گذشته سرویس جیمیل از دسترس کاربران خارج شد. تابناک
- اختلاف تل‌آویو با واشنگتن بر سر ایران

## ۲۷ سپتامبر۲۰۱۲
- توقیف روزنامه شرق در ایران

روزنامه شرق به دنبال چاپ کاریکاتوری در سه شنبه ۴ مهر ۱۳۹۱ که صفی از افراد درحال چشم‌بند زدن به یکدیگر را نشان می‌داد، بنا بر حکم هیئت نظارت بر مطبوعات ایران، به اتهام «توهین علیه رزمندگان اسلام» یکروز بعد توقیف شد. بی‌بی‌سی فارسی
- بازداشت مدیرعامل خبرگزاری جمهوری اسلامی

علی اکبر جوانفکر، مشاور مطبوعاتی محمود احمدی‌نژاد رئیس‌جمهور ایران و مدیر عامل خبرگزاری جمهوری اسلامی (ایرنا) توسط مأموران قوه قضائیه بازداشت و برای گذراندن دوران محکومیت خود به زندان منتقل شد. بی‌بی‌سی فارسی
- تنش در روابط ژاپن و چین

## پیوندهای روزانه
- درگاه: وقایع کنونی/وقایع ۱ سپتامبر ۲۰۱۲
- درگاه: وقایع کنونی/وقایع ۹ سپتامبر ۲۰۱۲
- درگاه: وقایع کنونی/وقایع ۱۱ سپتامبر ۲۰۱۲
- درگاه: وقایع کنونی/وقایع ۱۳ سپتامبر ۲۰۱۲
- درگاه: وقایع کنونی/وقایع ۱۴ سپتامبر ۲۰۱۲
- درگاه: وقایع کنونی/وقایع ۲۴ سپتامبر ۲۰۱۲
- درگاه: وقایع کنونی/وقایع ۲۷ سپتامبر ۲۰۱۲